# Nova Era (Ilocos Norte)
Nova Era é um município de  terceira classe de renda municipal (d) na província Ilocos Norte, nas Filipinas. De acordo com o censo de 1 de maio  de  2020 possui uma população de 11 968 pessoas e 2 989 domicílios.